# 中田仁公
中田 仁公（なかた じんこう、1948年（昭和23年）5月28日 - ）は、日本の政治家。元大阪府交野市長（3期）。

## 経歴
大阪府出身。大阪府立大学工業高等専門学校（現大阪公立大学工業高等専門学校）卒。交野市役所職員を経て、交野市議会議員、同議長、交野市立教育文化会館館長となる。
2002年交野市長選挙に立候補し、当選する。市長を3期務め、2012年5月に近畿市長会長に就任。2014年の市長選挙では4期目を目指したが、元交野市議の黒田実に敗れた。